# Под флагом восходящего солнца
«Под флагом восходящего солнца» (яп. 軍旗はためく下に) — фильм Киндзи Фукасаку, снятый в 1972 году.

## Сюжет
Вдова сержанта японской армии, воевавшего в Новой Гвинее, 26 лет пытается получить государственную пенсию. Ей отказывают из-за того, что её муж был расстрелян как дезертир, но подробных документов не сохранилось. Вдова разыскивает сослуживцев мужа.
Цугуо рассказывает, что его муж спас ему жизнь, не выполняя безнадёжных приказов офицеров.
Томотака вспоминает, что кто-то был расстрелян за кражу картошки.
Военный полицейский Нобуоки вспоминает о сержанте, расстрелянным за людоедство, который убивал солдат.
Гадахико рассказывает, о том, что сержант вместе с другими солдатами убили лейтенанта Гото, казнившего пленного американского лётчика, сошедшего после этого с ума и истязавшего солдат. Майор Такэо приказал расстрелять солдат, чтобы скрыть участие в казни лётчика.
Такэо говорит, что сержант был расстрелян за убийство офицера и групповое дезертирство, и это требовали обстоятельства.
Цугуо признаётся, что сержант вместе с другими солдатами убили лейтенанта Гото, приказывавшего идти в бой после капитуляции Японии, и что в расстреле виновных в этом преступлении принимал участие Нобуоки.